# Crassula tuberella
Crassula tuberella là một loài thực vật có hoa trong họ Crassulaceae. Loài này được Toelken miêu tả khoa học đầu tiên năm 1975.